# V349 Весов
V349 Весов (лат. V349 Librae) — одиночная переменная звезда в созвездии Весов на расстоянии (вычисленном из значения параллакса) приблизительно 17432 световых лет (около 5345 парсеков) от Солнца. Видимая звёздная величина звезды — от +14,3m до +13,8m.

## Характеристики
V349 Весов — пульсирующая переменная звезда типа RR Лиры (RRC).